# Berchemia discolor
Berchemia discolor är en brakvedsväxtart som först beskrevs av Kl., och fick sitt nu gällande namn av Hemsley. Berchemia discolor ingår i släktet Berchemia och familjen brakvedsväxter. Inga underarter finns listade i Catalogue of Life.

## Bildgalleri

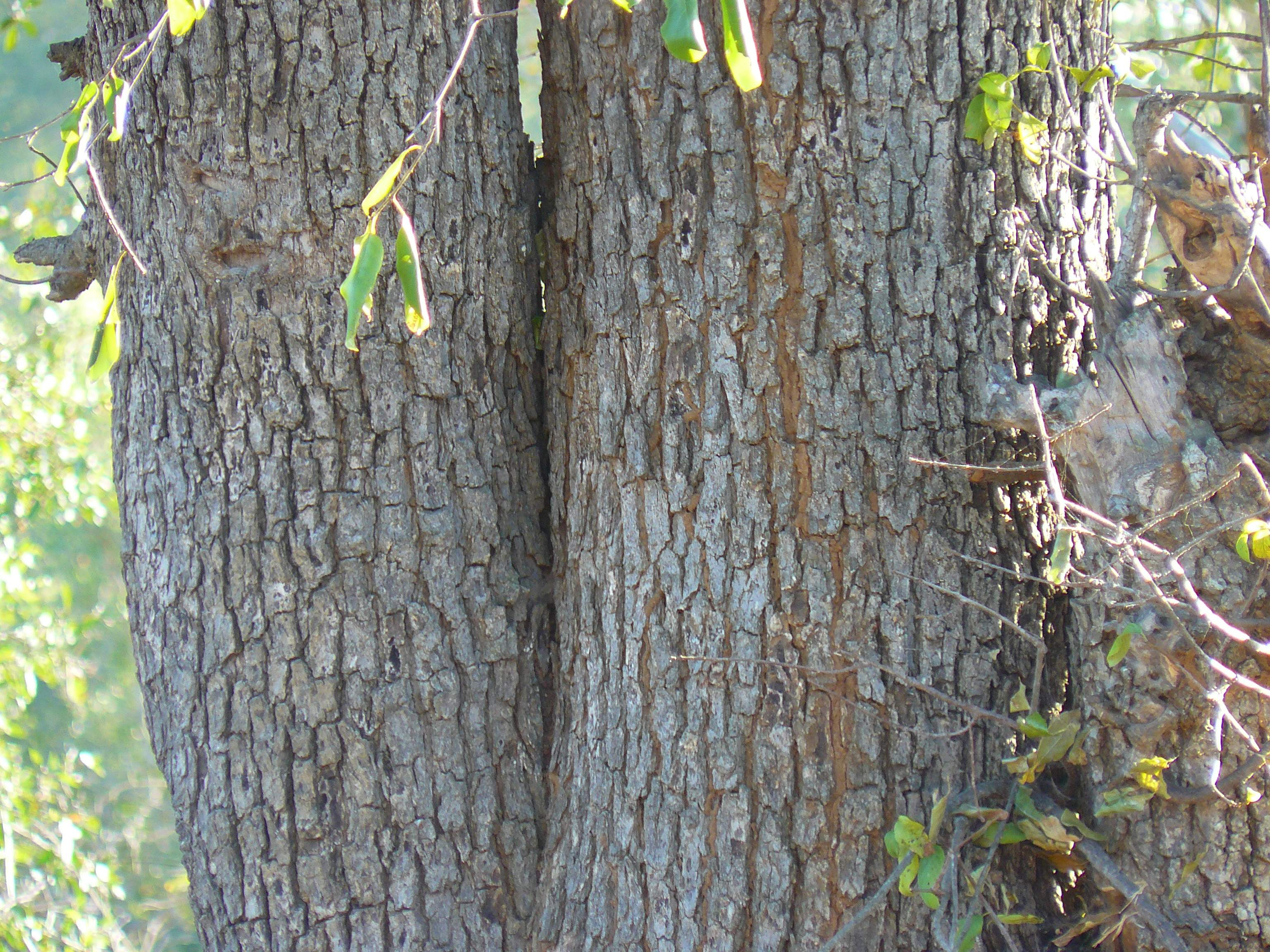
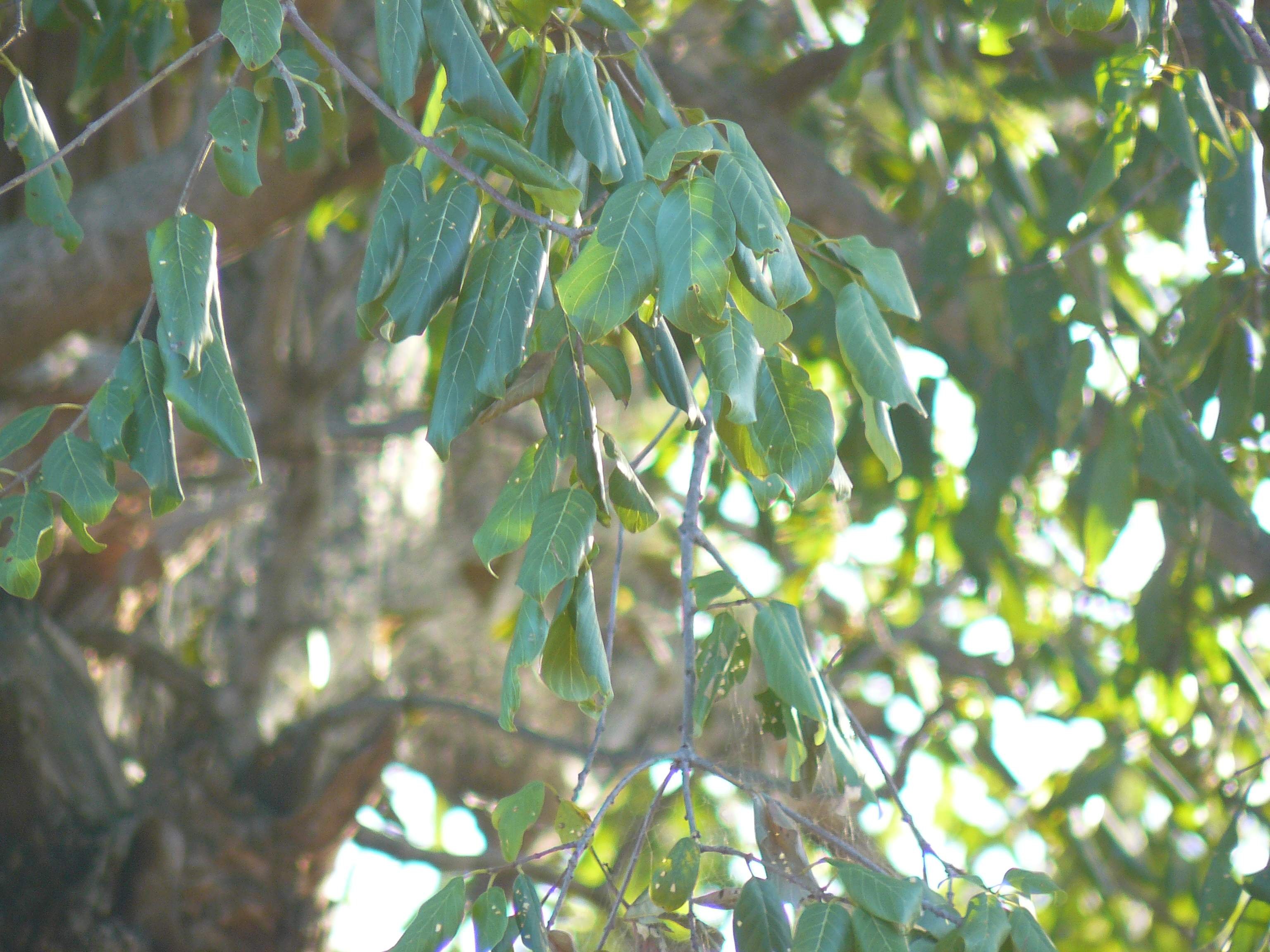